# Nékao II
Pour les articles homonymes, voir Nékao.
Nékao II (parfois Nekau, Neku, Nechoh, ou Nikuu ; grec : Νεκώς Β',,,) est un pharaon de la XXVIe dynastie, régnant de 610 à 595 avant notre ère depuis Saïs.

## Généalogie
Nékao II est le fils de Psammétique Ier, et de la reine Méhetenousékhet. Selon Kim Ryholt, il pourrait s'agir du pharaon autrement connu des sources grecques sous le nom de Néchepso.
Khedebneithirbinet est souvent donnée comme son épouse mais cela n'est pas totalement certain,. Plusieurs enfants de Nékao sont connus :
- Psammétique II, son successeur sur le trône[10],[11],
- Isetemkhebyt, connue sur une statue de son précepteur Horirâa qui est également « chef de l'antichambre »[10],[12],
- Mérytneithitès, connue également par Horirâa[10],[11],
- Mérytnebty, connue également par Horirâa[10],[11],
- Chepenoupet, peut-être une fille de Nékao II ; elle serait présente sur une relief de la fin du règne de Psammétique Ier avec Nitocris Ire ainsi qu'Amenardis II et serait décédée prématurément[11].

## Règne

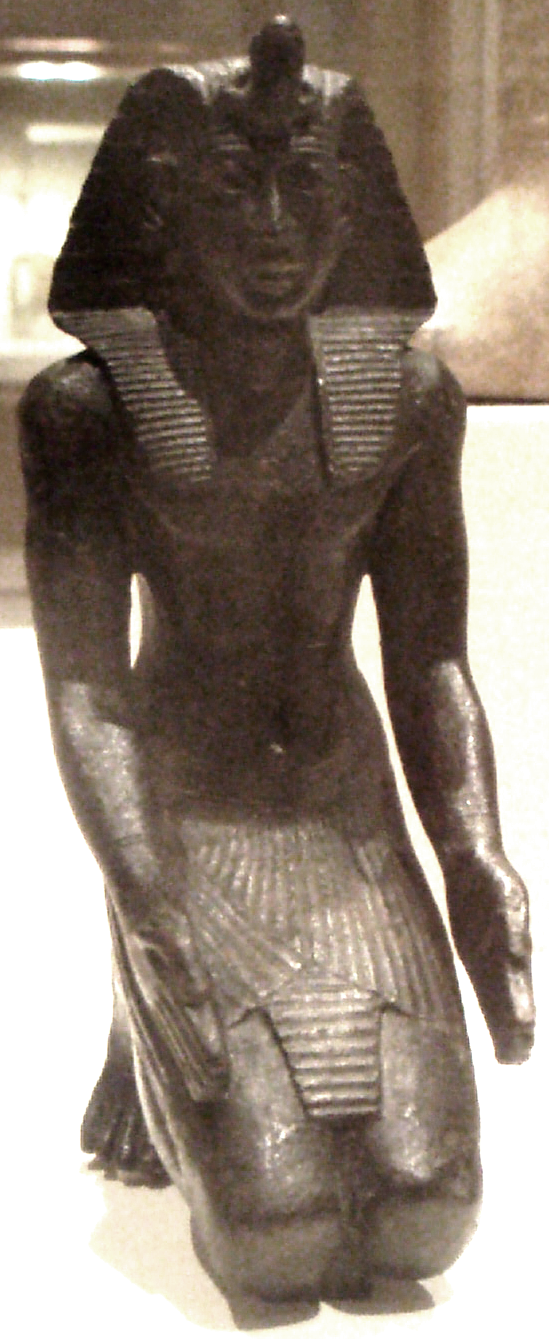
Petite statuette de bronze agenouillée, probablement Nékao II, actuellement conservée au Brooklyn Museum.

### Début
Dès son ascension, Nékao est confronté au chaos créé par les raids des Cimmériens et des Scythes, qui ont non seulement ravagé l'Asie à l'ouest de l'Euphrate, mais ont également aidé les Babyloniens à briser l'empire assyrien. Ce dernier, autrefois puissant, n'est plus que composé de troupes, de fonctionnaires et de nobles qui se sont rassemblés autour d'un général qui se tient à Harran et qui a pris le nom d'Assur-uballit II sur le trône. Nékao tente d'aider l'Assyrie dès son couronnement, mais la force qu'il envoie s'avère trop faible, et les armées combinées sont forcées de se retirer à l'ouest à travers l'Euphrate.

### Campagnes militaires

#### Première campagne

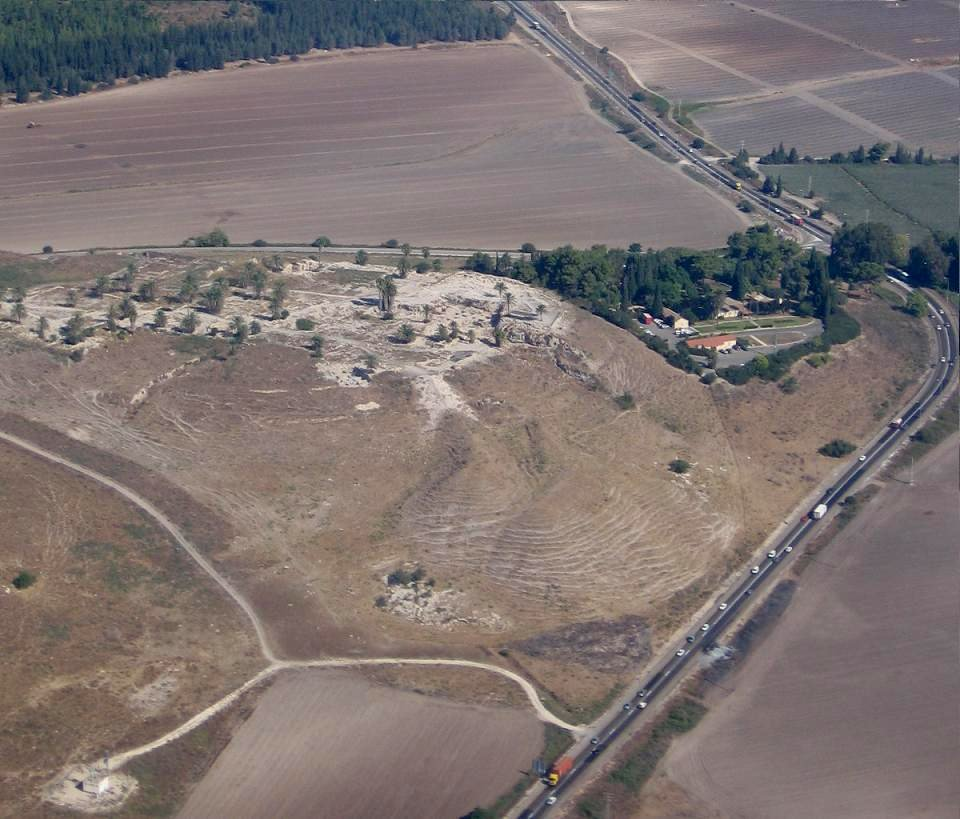
Vue aérienne de Megiddo, site de la bataille de Megiddo (609 av. J.-C.).

Au printemps 609 AEC, Nékao dirige personnellement une force importante pour aider les Assyriens. À la tête d'une grande armée, composée principalement de mercenaires, Nékao emprunte la route côtière Via Maris pour entrer en Syrie, soutenu par sa flotte méditerranéenne le long du rivage, et traverse les basses terres de Philistie et de Sharon. Il fait avec succès la guerre contre Josias, roi de Juda, qui sera tué à la bataille de Megiddo en 609,,.
Hérodote rapporte la campagne du pharaon dans ses Histoires :

« Nécos arrêta alors les travaux sur le canal et se tourna vers la guerre ; certaines de ses trirèmes furent construites au bord de la mer du Nord, d'autres dans le golfe Arabo-Persique (mer Rouge), sur la côte de la mer d'Érythrée. On peut encore voir les guindeaux qui servaient à l'échouage des navires. Il déploya ces navires selon les besoins, tout en livrant une bataille rangée à Magdolos contre les Syriens, qu'il vainquit, puis il prit Cadytis (Cadès), grande ville de Syrie. Il envoya les vêtements qu'il avait portés lors de ces batailles aux Branchidés de Milet et les dédia à Apollon »

— Hérodote, Histoires, livre 2:159.
Nékao s'empare rapidement de Qadesh sur l'Oronte et poursuit sa route en s'alliant à Assur-uballit II. Ensemble, ils traversent l'Euphrate et assiègent Harran. Bien que Nékao soit le premier pharaon à traverser l'Euphrate depuis Thoutmôsis III, il ne parvient pas à s'emparer d'Harran et se retire dans le nord de la Syrie. Assur-uballit disparaît alors de l'histoire et l'empire assyrien est conquis par les Babyloniens.
Laissant derrière lui une force assez importante, Nékao retourne en Égypte. Lors de sa marche de retour, il découvre que les Judéens avaient choisi Joachaz pour succéder à Josias, que Nékao avait déposé et remplacé par Joiaqim ; il ramène Joachaz en Égypte comme prisonnier, où Joachaz termina ses jours. Cet épisode est évoqué dans la Bible, plus précisément dans le Deuxième Livre des Rois, chapitre 23, versets 30 à 35. Nékao, au lieu de mettre en place une administration égyptienne difficile à maintenir, vassalise le royaume en maintenant l'administration locale, tout comme le faisaient les rois du Nouvel Empire.

#### Deuxième campagne

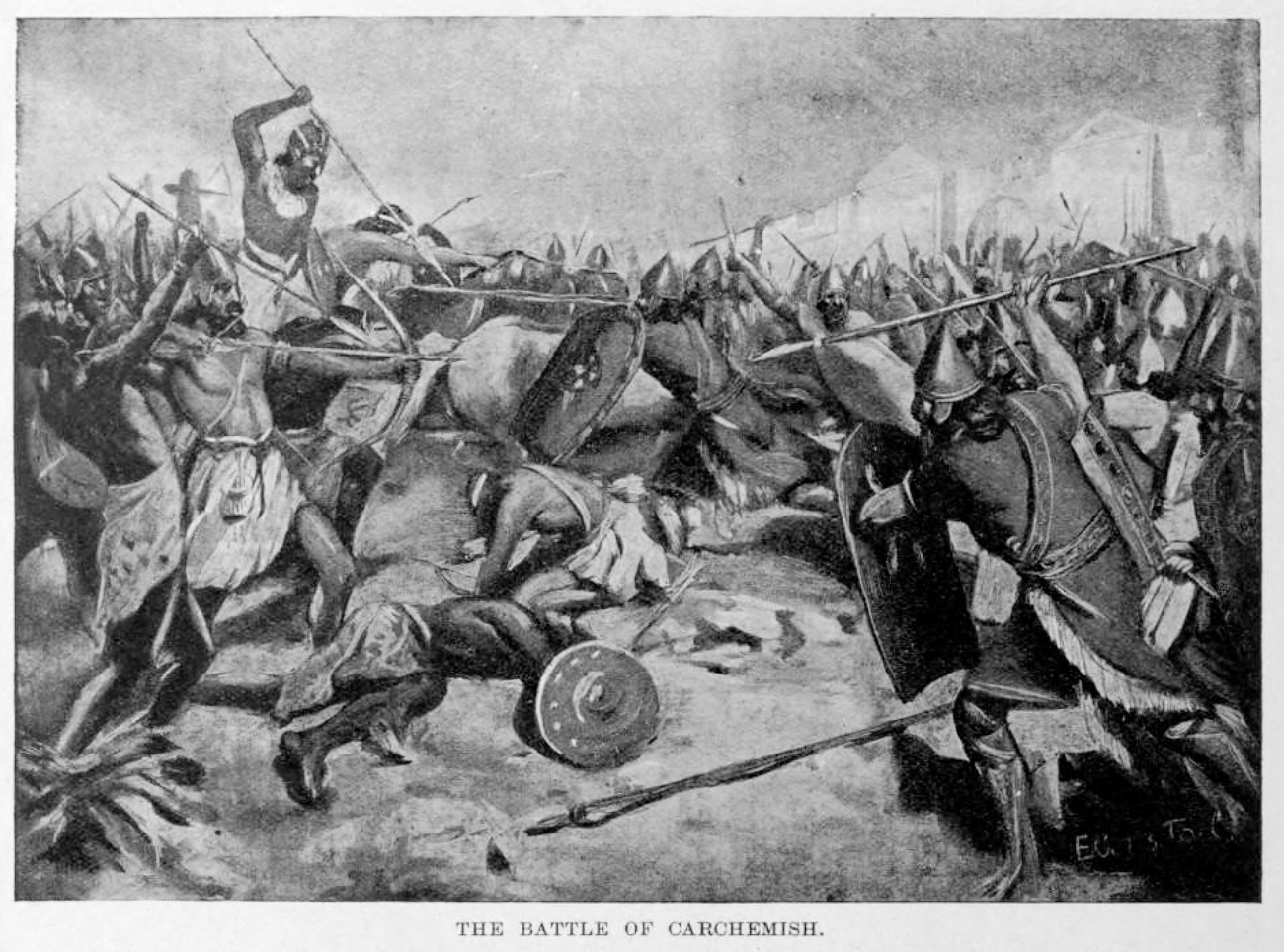
En 605 av. J.-C., une force égyptienne affronte les Babyloniens à la bataille de Karkemish, aidée par les restes de l'armée de l'ancienne Assyrie, mais la défaite est au rendez-vous.

Le roi babylonien envisage de réaffirmer son pouvoir en Syrie. En 609 AEC, le roi Nabopolassar s'empare de Kumukh, ce qui coupe l'armée égyptienne, alors basée à Karkemish. Nékao réagit l'année suivante en reprenant Kumukh après un siège de quatre mois, et exécute la garnison babylonienne. Nabopolassar rassemble une autre armée, qui campe à Qurumati sur l'Euphrate. Cependant, la mauvaise santé de Nabopolassar l'oblige à retourner à Babylone en 605. En réponse, en 606 AEC, les Égyptiens attaquent les Babyloniens sans chef (probablement alors dirigés par le prince héritier Nabuchodonosor) qui fuient leur position.
Nabopolassar, âgé, passe alors le commandement de l'armée à son fils Nabuchodonosor II, qui remporte une victoire décisive sur les Égyptiens à Karkemish en 605 avant J.-C. et poursuit les survivants en fuite jusqu'à Hama. Le rêve de Nékao de restaurer l'empire égyptien au Moyen-Orient, comme cela avait été le cas sous le Nouvel Empire, est anéanti lorsque Nabuchodonosor II conquiert le territoire égyptien depuis l'Euphrate jusqu'en Judée. Bien que Nabuchodonosor ait passé de nombreuses années dans ses nouvelles conquêtes à mener des campagnes de pacification continues, Nékao n'a pas été en mesure de récupérer une partie significative de ses territoires perdus. Par exemple, lorsque Ashkelon se révolte, les Égyptiens n'envoient aucune aide, malgré les demandes répétées, et parviennent à peine à repousser une attaque babylonienne sur leur frontière orientale en 601. Lorsqu'il repousse l'attaque babylonienne, Nékao parvient à s'emparer de Gaza tout en poursuivant l'ennemi. Au cours des dernières années de sa vie, Nékao s'attache à nouer des relations avec de nouveaux alliés : les Cariens et, plus à l'ouest, les Grecs.

#### Expédition phénicienne

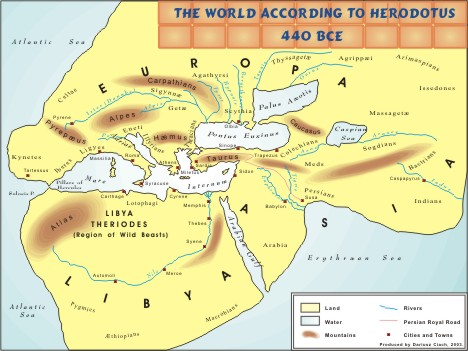
Le monde selon Hérodote, 440 avant notre ère.

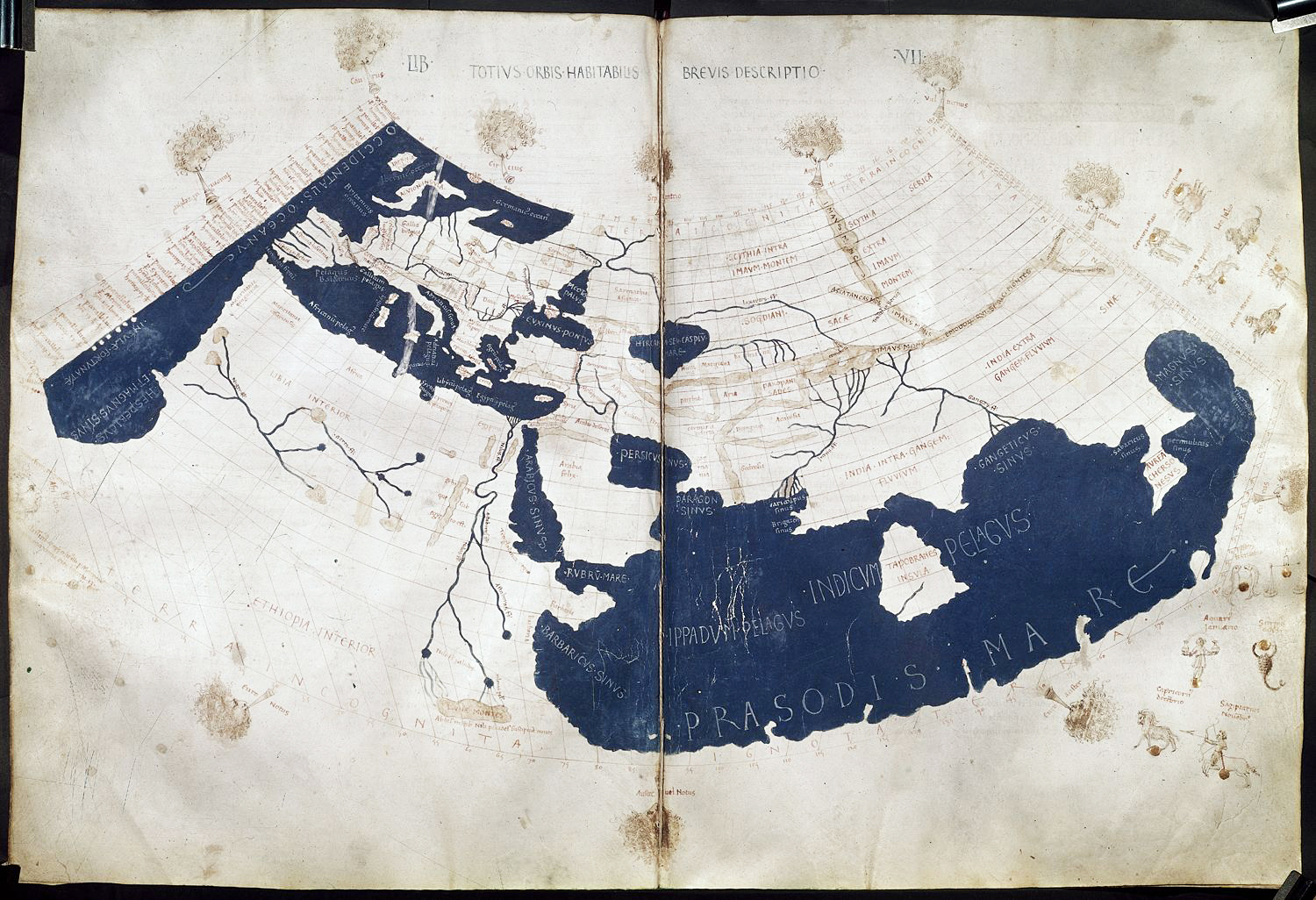
Représentation du XVe siècle de la carte du monde de Ptolémée, reconstituée à partir de sa Geographia (vers 150).

Entre 610 et 594 AEC, Nékao commande une expédition phénicienne qui, en trois ans, auraient fait le tour de l'Afrique depuis la mer Rouge jusqu'à l'embouchure du Nil, constituant ainsi le premier achèvement de la route du Cap,. Le récit d'Hérodote a été transmis par tradition orale, mais il est considéré comme potentiellement crédible parce qu'il a déclaré avec incrédulité que les Phéniciens « alors qu'ils naviguaient vers l'ouest en contournant l'extrémité sud de la Libye (Afrique), ils avaient le soleil à leur droite, au nord d'eux »

« Quant à la Libye, on sait qu'elle est baignée de toutes parts par la mer, sauf là où elle est rattachée à l'Asie. Cette découverte fut faite pour la première fois par le roi égyptien Nécos qui, abandonnant le canal qu'il avait commencé à creuser entre le Nil et le golfe d'Arabie (en référence à la mer Rouge), envoya en mer un certain nombre de navires armés par des Phéniciens, avec l'ordre de se diriger vers les piliers d'Hercule et de revenir en Égypte en passant par eux et par la Méditerranée. Les Phéniciens quittèrent l'Égypte par la mer Érythrée et s'enfoncèrent ainsi dans l'océan austral. L'automne venu, ils débarquaient, où qu'ils fussent, et, après avoir ensemencé une terre de blé, ils attendaient que le grain fût prêt à être moissonné. Deux années entières s'écoulèrent ainsi, et ce n'est que la troisième année qu'ils doublèrent les piliers d'Hercule et qu'ils rentrèrent chez eux. À leur retour, ils déclarèrent — je ne les crois pas, mais peut-être d'autres les croiront-ils — qu'en faisant le tour de la Libye, ils avaient le soleil à leur droite. C'est ainsi que l'on découvrit pour la première fois l'étendue de la Libye »

— Histoire d'Hérodote, Livre 4.
Pline rapporte qu'Hannon a fait le tour de l'Afrique, ce qui pourrait être une confusion avec le voyage de Nékao, alors que Strabon, Polybe et Ptolémée doutent de cette description ; à l'époque, on ne savait pas que l'Afrique était entourée d'un océan (on pensait que la partie sud de l'Afrique était reliée à l'Asie). F. C. H. Wendel, écrivant en 1890, était d'accord avec Hérodote tout comme James Baikie. L'égyptologue A. B. Lloyd a contesté en 1977 qu'un pharaon égyptien ait autorisé une telle expédition,,,,,,.

### Canal des pharaons
Au cours de sa campagne syrienne, Nékao II lance le projet ambitieux de creuser un canal navigable entre la branche pélusiaque du Nil et la mer Rouge, mais il ne le mena jamais à bien. Le canal de Nékao est le premier précurseur du canal de Suez et aurait mobilisé près de cent-vingt-mille hommes. C'est dans le cadre de cette nouvelle activité que Nékao fonde une nouvelle ville, « Per-Temou Tjekou », qui se traduit par « La maison d'Atoum de Tjekou », sur le site aujourd'hui connu sous le nom de Tell el-Maskhouta, à environ quinze kilomètres à l'ouest d'Ismaïlia. Cette voie d'eau devait faciliter le commerce entre la mer Méditerranée et l'océan Indien.
Nékao forme également une marine égyptienne en recrutant des Grecs ioniens déplacés. Il s'agit d'un acte sans précédent de la part du pharaon, la plupart des Égyptiens ayant traditionnellement une aversion et une peur de la mer. La marine créée par Nékao opère à la fois le long des côtes de la Méditerranée et de la mer Rouge. Nékao II construit des navires de guerre, y compris des trirèmes.
En raison de l'amélioration des accès, la reprise des relations avec le pays de Pount est engagée. Une stèle trouvée à Tell Dafana évoque d'ailleurs une expédition à Pount durant laquelle les troupes égyptiennes furent sauvées par une pluie miraculeuse, même si la date exacte de cette stèle est difficile à évaluer.

### Activité constructrice

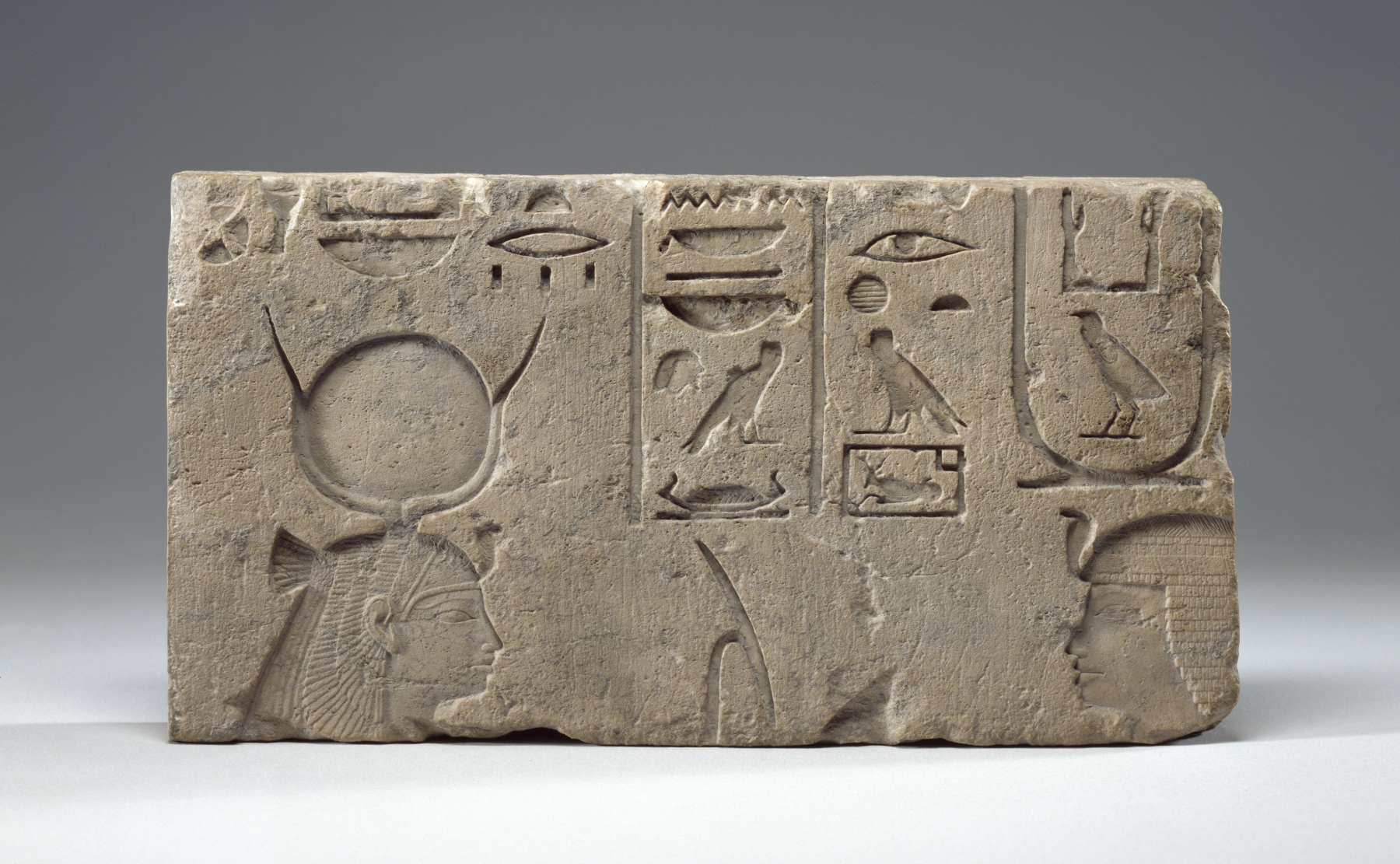
Relief trouvé à Momemphis et représentant Hathor et le roi Nékao II - Walters Art Museum.

Le roi poursuit les chantiers lancés par son père Psammétique Ier. L'usurpation de certains de ses monuments par son fils et le hasard de la conservation archéologique ont parfois fait penser que le roi avait peu construit. Il semble toutefois qu'il ait été un constructeur relativement ambitieux malgré un règne relativement court. Le roi a fait rouvrir en l'an 2 les carrières de calcaire de Tourah et lance une expédition, menée par le chef de la frontière sud Horoudja, en l'an 8 vers l'Ouadi Hammamat pour y chercher du grauwacke.
Les traces de son activités se retrouvent un peu partout en Égypte. Nékao aurait ainsi fait dresser dans la capitale dynastique Saïs deux obélisques, opération menée par le chef de l'antichambre Horiraâ. Le roi est attesté en Basse-Égypte sur les sites de Tanis, Tell Dafana, Bouto, Kôm Abou Billou, Menûf, Létopolis, Athribis et Kôm el-Hisn où des éléments architecturaux provenant d'un temple d'Hathor ont été retrouvés. À Héliopolis, le roi pourrait avoir fait décorer un mur-bahut à son effigie. Une série de stèles documente des donations en faveur des temples de Bousiris, Behbeit El-Hagara, Hermopolis Parva et peut-être Tanis. Le roi est attesté à Saqqarah, dans le Sérapéum, où un taureau Apis fut inhumé en l'an 16. Le roi est également attesté en Haute et Moyenne Égypte : Hermopolis Magna avec quelques blocs inscrits, Naga el-Mashayikh avec un autel dédié à la déesse Mehyt, une stèle à Éléphantine. Le roi est également attesté dans l'oasis de Dakhla, sur des blocs remployés dans le temple de Thot à Amheida.
Dans le temple d'Amon-Rê à Karnak, une stèle dressée devant le IIe pylône et une statue d'un prêtre-magicien nommé Bentéhihor (Louvre A 83), toutes deux datées de l'an 1, témoignent de l'activité royale dans la ville.  Le roi est ainsi actif dans le secteur est par l'aménagement d'un nouveau caveau vouté pour le tombeau d'Osiris. Des blocs épars retrouvés dans le secteur nord ont été mis au jour, blocs ayant sans doute appartenu à une ou plusieurs chapelles d'Osiris-Ounnéfer. D'autres blocs retrouvés au même endroit devaient provenir d'un édifice dédié à Montou. Enfin, deux derniers documents attestent la donation par le roi au temple de la déesse Opet, mère d'Osiris, et de l'érection d'obélisques, dont un fragment a pu être identifié devant le VIIIe pylône. Il semble que la ville de Thèbes commence à décliner à partir de son règne, la ville n'étant plus alors ni capitale dynastique, ni résidence royale, ni nécropole pharaonique, tout en étant éloignée des circuits commerciaux de l'époque.

## Mort et succession
Nékao II meurt en 595 AEC et c'est son fils, Psammétique II, qui lui succède comme pharaon d'Égypte. Psammétique II, cependant, a apparemment supprimé le nom de Nékao de presque tous les monuments de son père pour des raisons inconnues. Cependant, certains spécialistes, comme Roberto Gozzoli, doutent que cela se soit réellement produit, arguant que les preuves sont fragmentaires et plutôt contradictoires.